# Palaeoperca
A Palaeoperca a sugarasúszójú halak (Actinopterygii) osztályának sügéralakúak (Perciformes) rendjébe, ezen belül a fűrészfogú sügérfélék (Serranidae) családjába tartozó fosszilis nem.

## Tudnivalók
A Palaeoperca az eocén kora és középső korszakainak idején élt. A legtöbb maradványát az Európában levő németországi Messel-lelőhelynél találták meg. Általában 17-22 centiméteres hal.

## Képek

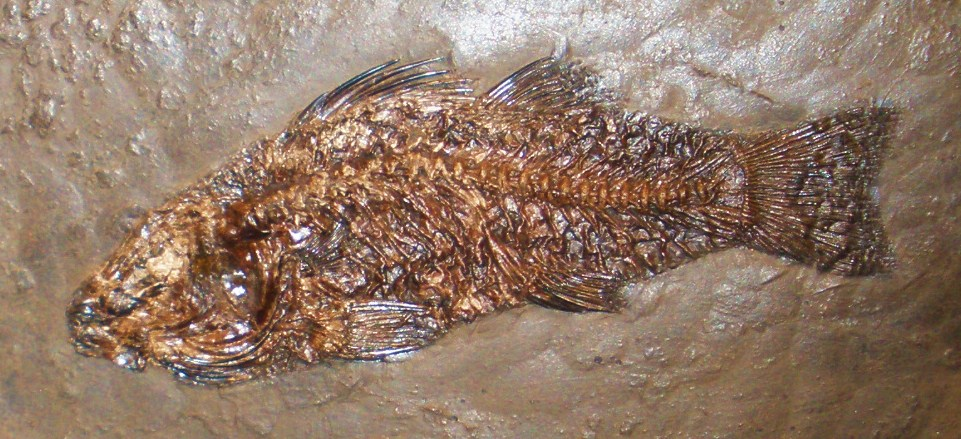
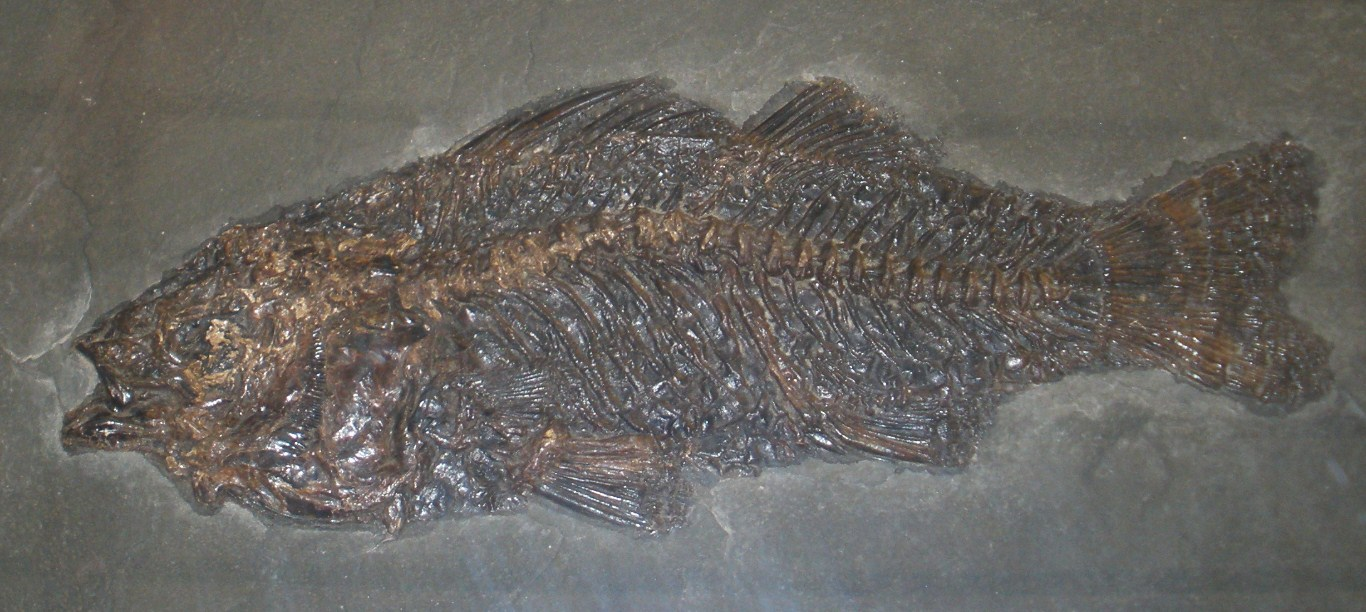
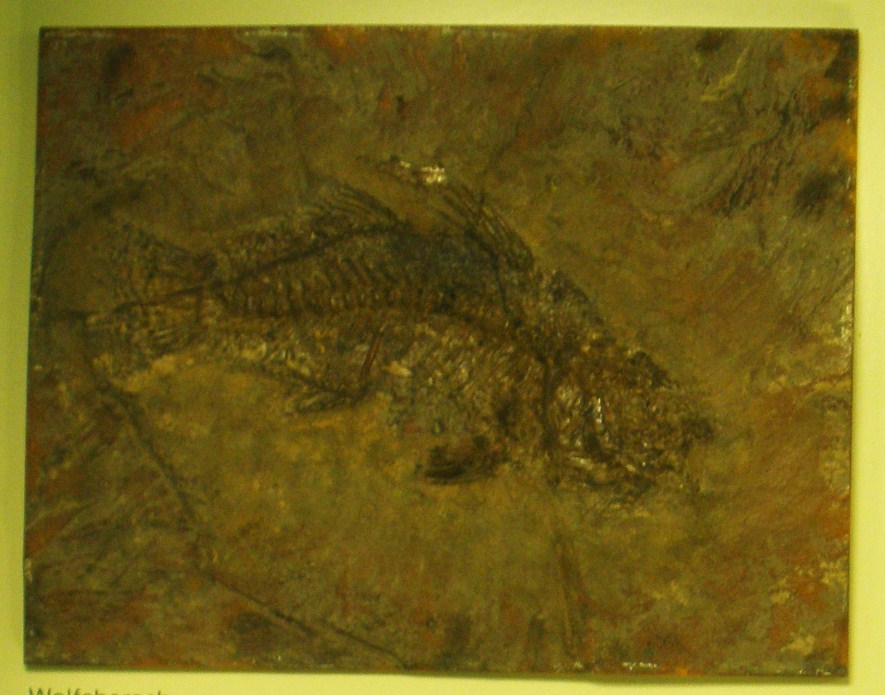

## Fordítás
- Ez a szócikk részben vagy egészben  a   Palaeoperca című angol Wikipédia-szócikk ezen változatának fordításán alapul.  Az eredeti cikk szerkesztőit annak laptörténete sorolja fel. Ez a jelzés csupán a megfogalmazás eredetét és a szerzői jogokat jelzi, nem szolgál a cikkben szereplő információk forrásmegjelöléseként.